# Deutscher Sportclub Arminia Bielefeld
Il  Deutscher Sportclub Arminia Bielefeld, meglio noto come Arminia Bielefeld, è una società calcistica tedesca di Bielefeld, città della Renania Settentrionale-Vestfalia. Milita nella 2. Bundesliga, la seconda divisione del campionato tedesco di calcio.
Il nome Arminia è una versione femminile di Arminio (Hermann), leggendario eroe della Battaglia della Foresta di Teutoburgo che fermò l'avanzata dei Romani nella Germania settentrionale. La squadra è detta spesso "la truppa dell'ascensore", dato che detiene il record di promozioni in Bundesliga (otto) ed è una delle squadre con più retrocessioni in Zweite Bundesliga, otto.

## Storia

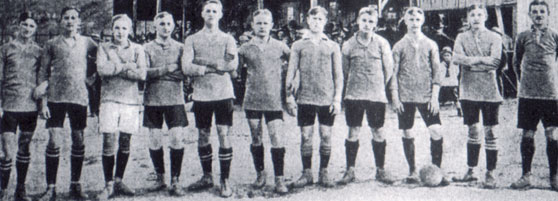
La squadra nel 1911

Il club viene fondato nel 1905 con il nome di 1. Bielefelder Fussball-Club Arminia, e successivamente si fonde con un'altra squadra locale, il Bielefelder Turngemeinde; tuttavia dopo un solo anno le squadre si separano. Nel 1927 il club assume la denominazione attuale, Deutscher Sportclub Arminia, e intanto ha vinto alcuni campionati regionali nei primi anni venti. Queste vittorie l'hanno fatta anche partecipare in due occasioni al campionato nazionale, nel 1921-1922 e nel 1922-1923; in entrambe le occasioni la squadra non ha però superato il primo turno. In seguito in Germania si assiste all'ascesa del regime nazista, e l'Arminia si ritrova a giocare nella Gauliga Westfalen; in questo campionato la squadra ottiene al massimo un secondo posto, conquistato nella stagione 1939-1940. Dal 1943 al 1945 si unisce con il VfB Bielefeld per formare il Kriegsspielgemeinschaft Bielefeld.
Nel dopoguerra la squadra milita nelle divisioni inferiori della Germania occidentale, fino a quando è promossa al secondo livello, la Regionalliga West, nel 1963. Rimane in questa categoria per il resto degli anni sessanta, e sebbene il decennio successivo si apra con la prima promozione in Bundesliga, nel primo campionato nella massima divisione alcuni giocatori della squadra rimangono coinvolti in uno scandalo di partite truccate. Da questo derivano delle squalifiche individuali, ma a risentirne è anche la squadra: l'Arminia infatti, pur venendo fatta partecipare alla Bundesliga 1971-1972 dovrà retrocedere al termine di questo torneo, indipendentemente dal verdetto del campo.
La squadra rimane al secondo livello, nel frattempo diventato Zweite Bundesliga, per buona parte del decennio. Da qui, dopo aver perso il play-off contro il Monaco 1860 nella stagione 1976-1977, la prima con in porta il giovane Uli Stein, ritorna in Bundesliga nella stagione 1978-1979. Il club viene subito retrocesso, ma dopo un anno ritorna al primo livello; questa volta ci rimane per cinque anni consecutivi, inoltre in questo periodo conquista anche due ottavi posti, il miglior risultato di sempre, nelle stagioni 1982-1983 e 1983-1984. Una nuova retrocessione avviene però l'anno successivo, dopo aver perso il play-out contro il Saarbrücken, e in seguito il club scende nuovamente; l'Arminia si ritrova così a giocare nell'Oberliga Westfalen. Rimane al terzo livello per sette stagioni, ma grazie a due promozioni consecutive torna nuovamente in Bundesliga nella stagione 1996-1997, dove rimane per due anni; in seguito la squadra ingaggia Bruno Labbadia, però, passa continuamente dalla prima alla seconda divisione.
Dopo altre due promozioni il club ritorna al massimo livello nella stagione 2003-2004, disputando la Bundesliga 2004-2005. Questa volta la permanenza nella categoria dura cinque anni. In questo periodo l'Arminia arriva per due volte a disputare la semifinale della Coppa di Germania, nelle edizioni 2004-2005 e 2005-2006, prima di tornare in Zweite Bundesliga al termine della stagione 2008-2009.
Dal 2009 al 2011 la squadra conosce un periodo di declino, anche a causa di problemi finanziari, e con due retrocessioni (in entrambi i casi, "macchiate" dall'ultimo posto in classifica) si ritrova nel giro di tre stagioni in 3. Liga.
Nella stagione 2014-2015, pur militando nella terza divisione tedesca, riesce ad eliminare in Coppa di Germania tre squadre militanti in Bundesliga: l'Hertha Berlino nei sedicesimi di finale, il Werder Brema negli ottavi ed il Borussia Mönchengladbach nei quarti di finale. Nella stessa stagione consegue la promozione in seconda serie. 
Nella stagione 2019-2020 l'Arminia Bielefeld ottiene, con due giornate d'anticipo, la promozione in Bundesliga da vincitrice del campionato di seconda divisione, tornando in massima serie dopo undici anni.
La prima stagione nella massima serie del calcio tedesco dopo undici anni vede la squadra ottenere la salvezza all'ultima giornata.
Nel 2021-2022 la squadra staziona nelle zone basse della classifica retrocedendo all'ultima giornata dopo 2 anni di militanza in massima serie, e la stagione successiva retrocede nuovamente, ritrovandosi in Dritte Liga dopo otto anni. 
Nell'edizione 2024-2025 DFB Pokal l'Arminia Bielefeld riesce a battere la squadra di Zweite Bundesliga dell'Hannover 96, successivamente affronta le squadre della Bundesliga, la prima divisione, prima sconfigge per 2-0 l'Union Berlin, mentre negli ottavi di finale batte per 3-1 il Friburgo, vince per 2-1 ai quarti di finale contro il Werder Brema, e con lo stesso risultato (il 1º aprile 2025) sconfigge in rimonta il Bayer Leverkusen nella semifinale, ottiene l'accesso alla finale contro lo Stoccarda per la prima volta nella sua storia (subendo una sconfitta per 4-2) e allo stesso tempo, prima squadra di 3. Liga a raggiungere tale obiettivo. L'Arminia Bielefeld è, inoltre, la quarta squadra militante nella terza divisione a raggiungere la finale di Coppa, dopo l'Herta Berlino II nel 1993, l'Energie Cottbus nel 1997 e l'Union Berlino nel 2001.

## Cronistoria
Fonte

## Colori e simboli

### Colori
I colori della maglia dell'Arminia Bielefeld sono il nero, che è il colore principale, il bianco e il blu; questi ultimi due sono disposti in una fascia diagonale. Infine, i pantaloncini sono neri e i calzettoni sono neri con risvolto bianco e blu.

### Simboli ufficiali

#### Stemma
Il simbolo dell'Arminia Bielefeld è composto da un cerchio con all'interno una bandiera triangolare divisa verticalmente in 3 parti: nera, bianca e blu. Nella parte centrale compare una "A" in nero.

## Strutture

### Stadio

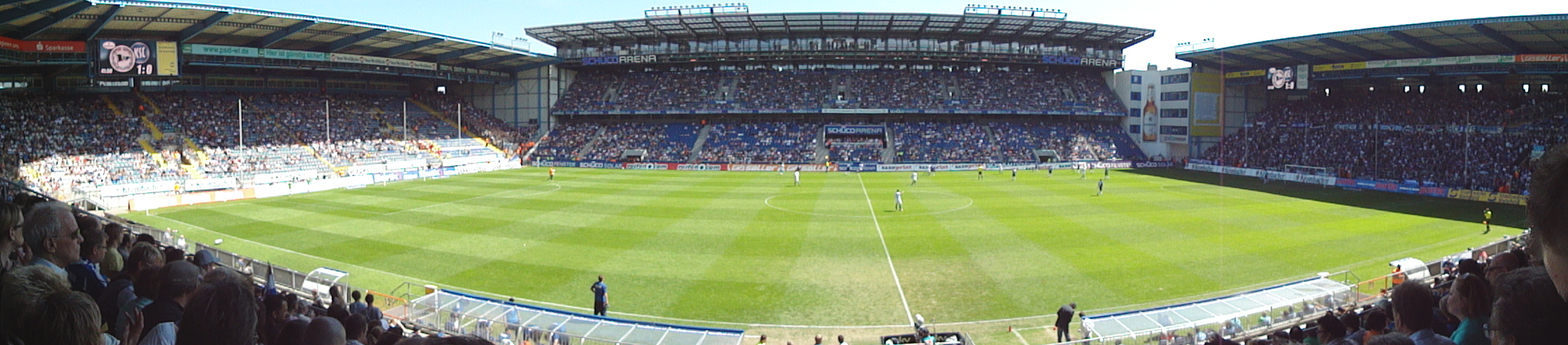
Veduta panoramica della SchücoArena.

Dal 1926 il club disputa le proprie gare interne nella SchücoArena, che sorge a Bielefeld e che può ospitare 26.515 spettatori. Tradizionalmente noto come Alm, nella sua storia è stato ristrutturato più volte.

## Allenatori e presidenti
Tutti gli allenatori a partire dal 1963, anno di nascita della Bundesliga:
- 1963-1965  Hellmut Meidt
- 1965-1966  Robert Gebhardt
- 1966-1969  Hans Wendlandt
- 1969-1970  Hans Wendlandt (01 lug.-30 nov.)
 Egon Piechaczek (01 dic.-30 giu.)
- 1970-1971  Egon Piechaczek
- 1971-1972  Egon Piechaczek (01 lug.-31 dic.)
 Hellmut Meidt (01 gen.-31 gen.)
 Jan Notermans (17 gen.-30 giu.)
- 1972-1973  Jan Notermans (01 lug.-30 set.)
 Willi Nolting (01 ott.-31 gen.)
 Norbert Lessle (01 feb.-30 giu.)
- 1973-1974  Norbert Lessle (01 lug.-30 set.)
 Rudi Faßnacht (01 dic.-30 giu.)
- 1974-1976  Erhard Ahmann
- 1976-1978  Karl-Heinz Feldkamp
- 1978-1979  Milovan Beljin (01 lug.-08 ott.)
 Otto Rehhagel (10 ott.-30 giu.)
- 1979-1980  Otto Rehhagel (01 lug.-11 ott.)
 Hans-Dieter Tippenhauer (15 ott.-30 giu.)
- 1980-1981  Hans-Dieter Tippenhauer (01 lug.-20 ott.)
 Willi Nolting (21 ott.-30 nov.)
 Horst Franz (17 gen.-30 giu.)
- 1981-1982  Horst Franz
- 1982-1983  Horst Köppel
- 1983-1984  Karl-Heinz Feldkamp (01 lug.-22 mar.)
 Gerd Roggensack (23 mar.-30 giu.)
- 1984-1985  Gerd Roggensack
- 1985-1986  Gerd Roggensack (01 lug.-15 feb.)
 Horst Franz (08 feb.-30 giu.)
- 1986-1987  Horst Franz (01 lug.-25 ott.)
 Fritz Fuchs (01 nov.-30 giu.)
- 1987-1988  Fritz Fuchs (01 lug.-14 set.)
 Joachim Krug (15 set.-18 apr.)
 Ernst Middendorp (19 apr.-30 giu.)
- 1988-1990  Ernst Middendorp
- 1990-1991  Ernst Middendorp (01 lug.-15 ott.)
 Franz Raschid (16 ott.-30 giu.)
- 1991-1992  Fritz Grösche
- 1992-1993  Ingo Peter
- 1993-1994  Ingo Peter (01 lug.-15 feb.)
 Theo Schneider (16 feb.-30 giu.)
- 1994-1995  Wolfgang Sidka (01 lug.-28 ago.)
 Ernst Middendorp (17 ago.-30 giu.)
- 1995-1998  Ernst Middendorp
- 1998-1999  Ernst Middendorp (01 lug.-17 ago.)
 Thomas von Heesen (17 ago.-30 giu.)
- 1999-2000  Hermann Gerland
- 2000-2001  Hermann Gerland (01 lug.-16 ott.)
 Frank Geideck (17 ott.-22 ott.)
 Benno Möhlmann (17 gen.-30 giu.)
- 2001-2003  Benno Möhlmann
- 2003-2004  Benno Möhlmann (01 lug.-16 feb.)
 Thomas von Heesen (17 feb.-29 feb.)
 Uwe Rapolder (01 mar.-30 giu.)
- 2004-2005  Uwe Rapolder (01 lug.-10 mag.)
 Thomas von Heesen (11 mag.-30 giu.)
- 2005-2006  Thomas von Heesen
- 2006-2007  Thomas von Heesen (01 lug.-11 feb.)
 Frank Geideck (12 feb.-13 mar.)
 Ernst Middendorp (14 mar.-30 giu.)
- 2007-2008  Ernst Middendorp (01 lug.-10 dic.)
 Detlev Dammeier (11 dic.-17 dic.)
 Michael Frontzeck (15 dic.-30 giu.)
- 2008-2009  Michael Frontzeck (01 lug.-17 mag.)
 Jörg Berger (19 mag.-30 giu.)
- 2009-2010  Thomas Gerstner (01 lug.-11 mar.)
 Detlev Dammeier (12 mar.-29 mar.)
 Frank Eulberg (30 mar.-30 giu.)
- 2010-2011  Christian Ziege (01 lug.-06 nov.)
 Ewald Lienen (08 nov.-30 giu.)
- 2011-2012  Markus von Ahlen (01 lug.-20 set.)
 Stefan Krämer (01 nov.-30 giu.)
- 2012-2013  Stefan Krämer
- 2013-2014  Stefan Krämer (01 lug.-22 feb.)
 Norbert Meier (24 feb.-30 giu.)
- 2014-2016  Norbert Meier
- 2016-2017  Rüdiger Rehm (01 lug.-22 ott.)
 Carsten Rump (23 ott.-14 nov.)
 Jürgen Kramny (15 nov.-13 mar.)
 Carsten Rump (14 mar.-18 mar.)
 Jeff Saibene (20 mar.-30 giu.)
- 2017-2018  Jeff Saibene (01 lug.-09 dic.)
 Uwe Neuhaus (10 dic.-30 giu.)
- 2018-2020  Uwe Neuhaus
- 2020-2021  Uwe Neuhaus (01 lug.-02 mar.)
 Frank Kramer (02 mar.-30 giu.)
- 2021-2022  Frank Kramer (01 lug.-20 apr.)
 Marco Kostmann (20 apr.-30 giu.)
- 2022-2023  Ulrich Forte
- 2023-  Michél Kniat

## Calciatori

### Hall of Fame
Il seguente è l'elenco dei giocatori facenti parte della Hall of Fame:
- Uli Stein
- Günther Schäfer
- Dieter Schulz
- Thomas Stratos
- Walter Claus-Oehler
- Frank Pagelsdorf
- Thomas von Heesen
- Norbert Eilenfeldt
- Bernd Kirchner
- Bruno Labbadia
- Ewald Lienen

Allenatore: 
- Ernst Middendorp

## Palmarès

### Competizioni nazionali
- Campionato tedesco di seconda divisione: 4  (record condiviso con Colonia, Norimberga, Bochum e Friburgo)

1977-1978, 1979-1980 (girone nord), 1998-1999, 2019-2020
- 3. Liga: 2

2014-2015, 2024-2025
- Fußball-Regionalliga: 1

1995-1996 (Regionalliga Ovest)

### Competizioni giovanili
- Under-17 Bundesliga: 1

2022-2023

### Altri piazzamenti
- 2. Fußball-Bundesliga:

Secondo posto: 1976-1977 (girone Nord), 1995-1996, 2001-2002, 2003-2004
- 3. Liga:

Secondo posto: 2012-2013
- Coppa di Germania:

Finalista: 2024-2025
Semifinalista: 2004-2005, 2005-2006, 2014-2015
- Gauliga Westfalen:

Secondo posto: 1939-1940

## Statistiche e record

### Campionati nazionali
Il miglior risultato ottenuto dal club in Bundesliga è l'ottavo posto, che è stato ottenuto in due occasioni: nel campionato 1982-1983 e nel successivo.
Dalla stagione 1963-1964 alla 2025-2026 compresa il club ha ottenuto le seguenti partecipazioni ai campionati nazionali:
| Livello | Categoria                 | Partecipazioni | Debutto   | Ultima stagione | Totale |
| ------- | ------------------------- | -------------- | --------- | --------------- | ------ |
| 1º      | Bundesliga                | 19             | 1970-1971 | 2021-2022       | 19     |
| 2º      | 2. Bundesliga             | 23             | 1974-1975 | 2025-2026       | 32     |
| 2º      | Regionalliga West         | 9              | 1963-1964 | 1973-1974       | 32     |
| 3º      | 3. Liga                   | 5              | 2011-2012 | 2024-2025       | 12     |
| 3º      | Oberliga Westfalen        | 6              | 1988-1989 | 1993-1994       | 12     |
| 3º      | Regionalliga West/Südwest | 1              | 1994-1995 | 1994-1995       | 12     |

## Tifoseria

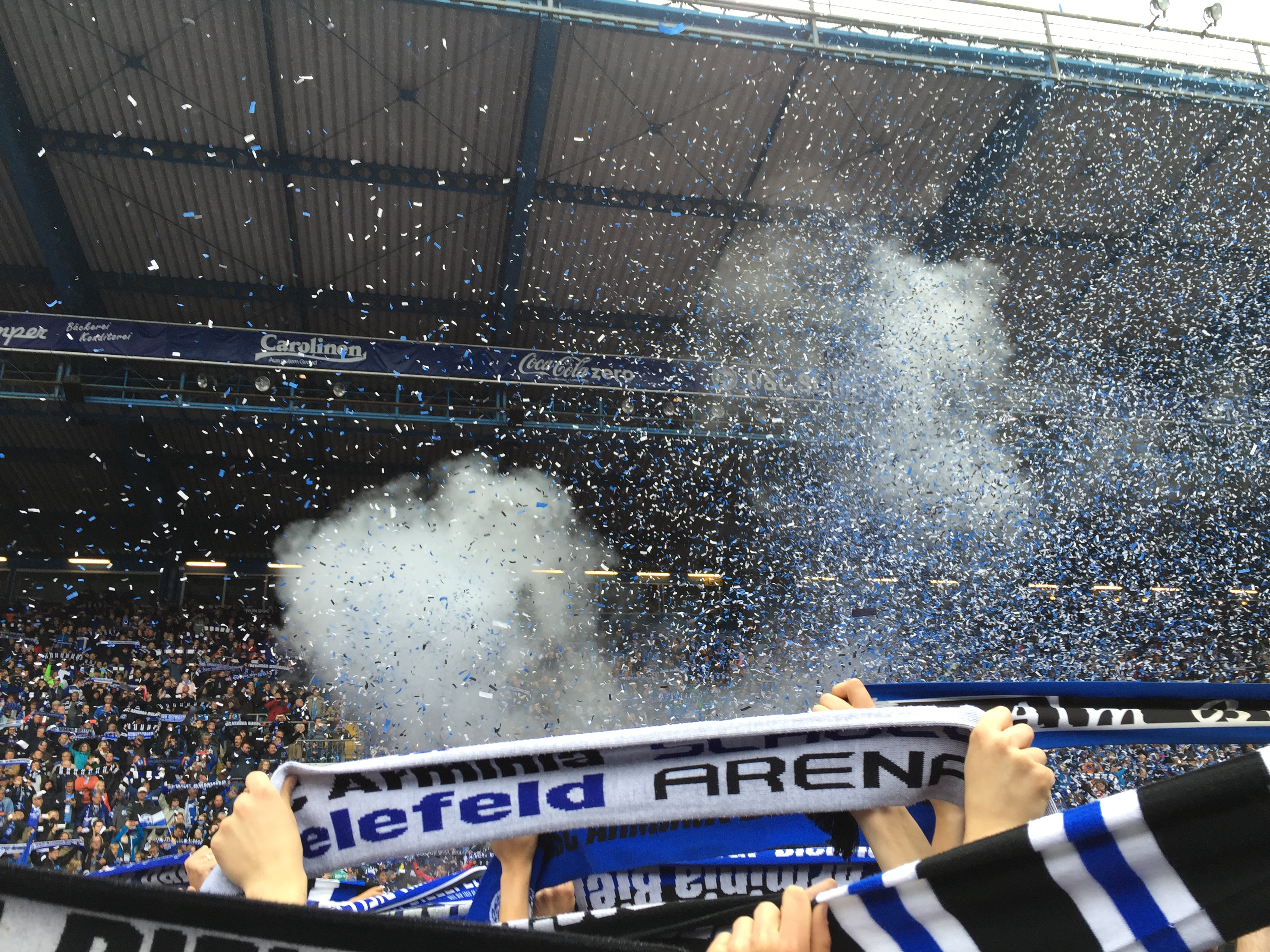
Tifosi della squadra.

L'Arminia Bielefeld conta un buon seguito di tifosi, concentrati principalmente nella città di Bielefeld e nella Vestfalia orientale. Sono tuttavia presenti anche club organizzati all'estero.

### Gemellaggi e rivalità

#### Gemellaggi
- Hannover 96
- Amburgo
- Savoia 1908

#### Rivalità
- Preußen Münster
- Vfl Osnabruck
- Bochum

## Organico

### Rosa 2024-2025
Aggiornata al 1º settembre 2024.
| N. |                        | Ruolo | Calciatore         |
| -- | ---------------------- | ----- | ------------------ |
| 1  | Germania (bandiera)    | D     | Jonas Kersken      |
| 2  | Germania (bandiera)    | D     | Felix Hagmann      |
| 3  | Danimarca (bandiera)   | D     | Joel Felix         |
| 4  | Germania (bandiera)    | D     | Louis Oppie        |
| 5  | Germania (bandiera)    | D     | Semi Belkahia      |
| 6  | Stati Uniti (bandiera) | C     | Mael Corboz        |
| 7  | Germania (bandiera)    | A     | Julian Kania       |
| 8  | Germania (bandiera)    | C     | Sam Schreck        |
| 10 | Marocco (bandiera)     | C     | Nassim Boujellab   |
| 11 | Germania (bandiera)    | C     | Aygün Yıldırım     |
| 13 | Germania (bandiera)    | C     | Lukas Kunze        |
| 17 | Germania (bandiera)    | C     | Merveille Biankadi |
| 18 | Germania (bandiera)    | C     | Leo Oppermann      |

| N. |                        | Ruolo | Calciatore               |
| -- | ---------------------- | ----- | ------------------------ |
| 19 | Germania (bandiera)    | C     | Maximilian Großer        |
| 21 | Germania (bandiera)    | C     | Stefano Russo            |
| 22 | Germania (bandiera)    | C     | Mika Schroers            |
| 23 | Germania (bandiera)    | D     | Leon Schneider           |
| 24 | Germania (bandiera)    | D     | Christopher Lannert      |
| 28 | Lettonia (bandiera)    | A     | Roberts Uldriķis         |
| 30 | Stati Uniti (bandiera) | C     | Isaiah Young             |
| 33 | Germania (bandiera)    | D     | Max Lippert              |
| 36 | Germania (bandiera)    | D     | Justin Lukas             |
| 37 | Germania (bandiera)    | C     | Noah Joel Sarenren Bazee |
| 38 | Germania (bandiera)    | C     | Marius Wörl              |
| 41 | Ucraina (bandiera)     | P     | Artem Zaloha             |

### Staff tecnico
| Allenatore:               | Michél Kniat         |
| Vice allenatore:          | Daniel Jara          |
| Vice allenatore:          | Oliver Döking        |
| Preparatore dei portieri: | Steffen Süßner       |
| Preparatore atletico:     | Niklas Klasen        |
| Analista video:           | Rafael Ramos-Gameiro |

## Stemma

Stemma dal 1905 al 1922
Stemma dal 1922 al 1949
Stemma dal 1975 al 2000